# Teillots
Teillots é uma comuna francesa na região administrativa da Nova Aquitânia, no departamento Dordonha. Possui uma área de 10,02 km² e 137 habitantes (censo de 1999), perfazendo uma densidade demográfica de 13 hab/km².	